# Žiga Laykauf
Žiga Laykauf (tudi Lajákov), slovenski pesnik in publicist, * 7. oktober 1868, Mozirje, † 16. marec 1938, Mozirje.

## Življenje
Žiga Laykauf je bil posinovljenec mozirskega ranocelnika (kirurga). V nižjo gimnazijo je hodil v Celju (1880–1884), 6. razred pa v Leobnu v Avstriji leta 1887. Leta 1888 je bil vpisan v visoko živinozdravniško šolo na Dunaju. Šolanje je nadaljeval v  gimnaziji v Beljaku, vendar mu je maturo preprečila triletna vojaška služba. Do prve svetovne vojne je bil zaposlen v odvetniških pisarnah v Beljaku in drugod ter v politični službi v Mozirju. Ob začetku vojne so ga zaradi panslovanskega naziranja obtožili veleizdaje in za nekaj mesecev zaprli v Gradcu. Nazadnje je bil arhivar in občinski tajnik v Mozirju.

## Delo
Prvo pesem je objavil v časopisu Slovan leta 1885. V Ljubljanskem zvonu je med letoma 1893 in 1896 objavljal ljubezenske in refleksivne verze. 1895 je nehal uporabljati psevdonim S. L. (Sig(is)mund Laykauf) in se začel podpisovati kot Ž. L. Mozirski. 1897–1898 je bil sourednik socialističnega časopisa Delavec in "poučno-zabavnega lista za slovensko ljudstvo" Svobodni glasovi. Pripisovali so mu prevod Velikega inkvizitorja Dostojevskega, kar pa ni potrjeno. V Slovenki je leta 1902 objavil pesnitev Savinski venec in sestavljal prigodnice za različne priložnosti. Leta 1922 je v časniku Slovenski narod objavil pesem Slovenske vile svoji kraljici v čast kraljici Mariji, nevesti kralja Aleksandra I. Karadžordževića. Za celjski časopis Nova doba je 1926 sestavil Kroniko trga Mozirje, sestavljal je tudi Novejšo zgodovino trga Mozirje. Njegova brošura Cerkvene pristojbine (štolnina) za Štajersko, Koroško in Kranjsko je izšla  1897 pod imenom Roka Drofenika. V knjigo mozirskih tržanov iz leta 1740 je zapisoval medvojno dogajanja v trgu in zunaj njega; zapise je pod naslovom Laykaufova vojna kronika Mozirja: 1914–1918 leta 2015 natisnil Aleksander Videčnik.
1979 so na hišo v Mozirju, v kateri je živel, vzidali spominsko ploščo.